# Serge Bricianer
Serge Bricianer, även känd under pseudonymen Georges Cousin, född 15 februari 1923 i Paris, död 12 juni 1997 i Le Blanc-Mesnil, var en fransk författare, översättare och militant kommunist. Han var medlem av Socialisme ou Barbarie och Informations et Correspondance ouvrières. Tillsammans med bland andra Daniel Saint-James och Henri Simon publicerade Bricianer boken La Grève généralisée en France om majrevolten 1968.

## Biografi
Serge Bricianer föddes i Paris 1923. 
Han var aktiv inom rådskommunismen och samarbetade med bland andra Maximilien Rubel och Benjamin Péret. 
Bricianer var produktiv som författare och översättare. Ett verk om den iranska revolutionen – Une étincelle dans la nuit: islam et révolution en Iran, 1978–1979 – utgavs postumt.
Serge Bricianer avled i sviterna av lungcancer, 74 år gammal.